# Kal Khan
Kal Khan fou kan de Coràsmia, nomenat després dels dos anys d'ocupació bukhariana (1538-1540) quan els ocupants foren derrotats i expulsats. El cap de les forces militars era Din Muhammad, senyor de Derud, però segons la tradició familiar el kan havia de ser el príncep de més edat. Aquest devia ser el fill més gran viu d'Avanek Khan (que era el seu quart fill), i germanastre de Din Muhammad, Kal Khan. S'especula que aquest no fos el seu nom sinó el títol, ja que sembla que el Kalkhan era el príncep hereu entre els uzbeks.
Va governar set anys que foren de gran prosperitat originant el proverbi "Kal Khan va pujar al tron i el pa es pot comprar per ben poc". No s'esmenten altres fets del seu regnat. A la seva mort el va succeir el seu germà Akatai (Aqatai) o Aghatai Khan.